# Absent de Bagdad
Absent de Bagdad est un roman de langue française. Écrit par l'écrivain belge Jean-Claude Pirotte, il a paru en 2007 aux éditions de la Table ronde. Publié peu après les événements d'Abou Ghraib, le récit met en scène un prisonnier anonyme. La détention arbitraire dont celui-ci est victime va le conduire à une étrange renaissance. Elle revêt une forme poétique. Le monologue intérieur tient une place centrale dans ce texte qui allie le sublime de la poésie à l'horreur carcérale. Le récit se lit également comme une dénonciation des démocraties occidentales qui n'échapperaient pas au totalitarisme. Les fins économiques visées par de grands États comme les États-Unis déboucheraient sur d'autres détentions, plus symboliques. Elles se devinent sous le portrait de figures doubles qu'incarnent les personnages de Pirotte. À sa sortie, Absent de Bagdad a reçu peu d'attention des médias. C'est davantage hors de France qu'il se fera reconnaître.

## Contexte

### Vie de l'auteur
Jean-Claude Pirotte exerce le métier d’avocat de 1964 à 1975. Accusé d’avoir aidé un de ses clients à s’évader de prisons, ce qu’il niera avoir fait toute sa vie durant, il est radié du barreau. Une condamnation à 18 mois de prison le pousse à prendre la fuite, laissant derrière lui femme et enfant pour mener une vie de vagabond jusqu’à la fin de sa peine en 1981. C’est un élément déclencheur pour le belge qui ne reprit jamais sa place d’avocat et se consacra uniquement à l’écriture. Bien qu’aujourd’hui son livre Absent de Bagdad donne l’impression de retracer l’histoire d’un prisonnier d’Abou Ghraib, il est écrit avant même que l'auteur ne puisse en connaître l’existence. Ce sont des expériences personnelles, mais également la littérature qui vont permettre à Pirotte d'écrire un roman de fiction qui semble être on ne peut plus réaliste. La connaissance du milieu carcéral, des récits d’amis Albanais ainsi qu’un voyage en Turquie durant le régime militaire en font partie, tout comme des lectures sur les atrocités du nazisme ou du colonialisme.

### Prisons irakiennes
Le récit de Jean-Claude Pirotte se déroule dans une prison. Le protagoniste principal, dont le lecteur suit le monologue intérieur, y est enfermé et torturé. Dans un entretien d'Olivier Barrot, Pirotte confirme la référence aux geôles irakiennes, bien que l'histoire aurait  pu se dérouler ailleurs. Le scandale d'Abou Ghraib précède de peu la publication d'Absent de Bagdad. Entre 2003 et 2004, les détenus de la prison sont maltraités. Les droits de l'Homme sont bafoués. Nous sommes alors en pleine guerre d'Irak. Celle-ci a débuté le 20 mars 2003 avec l'entrée de l'armée américaine en territoire irakien. Cette intervention s'inscrit dans le cadre de la politique antiterroriste de George W. Bush après les attentats du 11 septembre 2001. La prison d'Abou Ghraib, quant à elle, est contrôlée par le gouvernement américain. Des rapports d'Amnesty International mettent en lumière des abus dès l'été 2003. Jean-Claude Pirotte s'inspire de l'histoire d'un de ces détenus, alors même qu'il n'a vu aucune représentation visuelle des faits. Le contexte carcéral du roman est donc inspiré de ce que l'écrivain a pu connaître indirectement de la torture et des abus carcéraux : son but n'est pas d'écrire un roman documentaire, mais bien de faire réfléchir. Le roman propose, par là, une réflexion sur la démocratie. Dans le récit, en effet, les Américains, censés apporter les bienfaits de la démocratie, se trouvent être des bourreaux.

### Réception de l'œuvre
Absent de Bagdad a fait l'objet d'une émission radiophonique sur France Culture. Des personnalités des lettres belges, à l'instar de Marc Quaghebeur, ont commenté cette œuvre restée longtemps méconnue,. D'autres commentateurs soulignent volontiers le ton de colère qui marque ce texte.

## Résumé
Le roman est constitué de trois parties. Dans "À propos d'Absent de Bagdad", Marc Quaghebeur explique qu'au fil de ces trois séquences, "Absent de Bagdad fait entrer progressivement le narrateur incarcéré dans une médiation accrue sur lui-même et sur la situation. [...] Au fur et à mesure que le livre avance [...], le narrateur, que ses tortionnaires ont changé de pièce et auquel ils ont proposé un verre d'urine, entre dans une méditation qui va à la fois l'amener vers le Coran et lui faire retrouver la parole de Bernanos."

### Partie I
Dans la première partie (p. 13-74), le narrateur prisonnier – le protagoniste central du récit – porte une cagoule. Il est aussi enchainé. Il a été jeté dans une cellule. Depuis, il a perdu toute notion de temps. Il ne fait que réfléchir et monologuer. Après quelque temps, des soldats entrent dans sa cellule et l’agressent. Ils lui retirent sa cagoule, ce qui lui permet de voir le visage d'une femme habillée en soldat. C'est une métisse d'origine amérindienne. Cette rencontre provoquera une relation ambiguë, faite d'amour, davantage fantasmé que réel, et de mépris. Si la femme-sergent se moque de lui, un trouble semble s'emparer d'elle. Le prisonnier devine que quelque chose d'indicible les lie tous deux.

### Partie II
Dans la deuxième partie du livre (p. 77-111), le narrateur commence par remettre en question ses actions menées au nom de la religion. Il est question de guerre sainte. Puis, le prisonnier se projette en mémoire. Il s'imagine dans un café turc de la « Ville en bois », où il mène une discussion avec plusieurs de ses amis musulmans. Lors de l'une de ces discussions, il est question de droit chemin. Le narrateur s'interroge sur les causes de l’extrémisme religieux.

### Partie III
Dans la troisième et dernière partie (p. 115-141), le narrateur, qui se retrouve à nouveau seul, s’interroge sur la dignité de l’homme. Lors de ses réflexions philosophiques, il se souvient de son vieux maître qui lui lisait des pages de Georges Bernanos. Grâce à sa mémoire fidèle, il ré-entend son vieux maître lui lire les écrits de cet écrivain français. Ensuite, il se remémore une fable qu’il avait entendue un soir d’hiver, au coin d'une vieille mosquée. Cette fable évoque le seigneur Turgüt. Celui-ci poursuit une biche miraculeuse avec un arc. Ouvrant un nouvel espace symbolique, cette fable permet de faire entrer la poésie au cœur de la réalité la plus crue.

## Thèmes principaux

### Logique du profit
On trouve dans l'œuvre de nombreuses références à la logique du profit, elle-même critiquée. Cette question du profit, abordée par Marc Quaghebeur dans son article intitulé "'Clairière inespérée', la mémoire nomade et la dignité", évoque la recherche constante d'un bénéfice à n'importe quel prix. Jean-Claude Pirotte dénonce ainsi les démocraties occidentales qui font un usage abusif de leur pouvoir à des fins économiques. Cette critique est surtout dirigée contre les États-Unis. On peut le voir à travers cet extrait tiré d'Absent de Bagdad : "Que serais-je sans toi, fantôme inoubliable de la rédemption américaine, spectre de la désolation, symbole inverti de l'espèce, caricature. / Vous êtes nés d'hier, et vos allures d'enfants malades de la peste morale vous condamnent à la dépossession" (p. 53).
Pirotte présente les démocraties occidentales comme des escroqueries, où le peuple suit de faux messies (p. 50). Cela nous amène à réfléchir sur les différentes perspectives que peuvent avoir les peuples et les gouvernements du Moyen-Orient envers les États occidentaux. L'écrivain invite à la réflexion et à une  remise en question par cette critique tranchée.

### Conditions de détention
Dès les premières lignes, le récit décrit la façon dont le prisonnier est attaché : "ils m'[ont] enchaîné les mains et les pieds, la main gauche au pied droit, la droite au pied gauche, et [m'ont] entouré le cou d'une laisse cloutée au moyen de laquelle ils me traînaient dans une galerie souterraine semée de tessons de bouteilles". Nous apprenons qu'il est en détention dans une galerie souterraine et qu'il y est traité comme un animal. Les gardes lui imposent la nudité. Il n'a aucune notion du temps. Il n'a pas accès à l'extérieur. Il vit dans l'obscurité de sa cellule et de sa cagoule. Celle-ci l'empêche de bien respirer. Cependant, pour Isabelle Dotan, une chercheuse israélienne, "la douleur causée par les agressions physiques n'occupe qu'une place secondaire dans le récit car l'humiliation et les atteintes à la dignité de l'homme sont constituées par les agressions morales qui touchent bien plus profondément le captif".
Le prisonnier préfère garder le silence tout au long du récit. D'après Dotan, il se produit ainsi un retournement : "[le prisonnier] tombe dans un état second, non plus animal, et accède à une nouvelle lucidité : entre vie et mort le narrateur retrouve son enfance, défie ses bourreaux et accède au "sourire". Pour Marc Quaghebeur, il s'agit plutôt par ces conditions extrêmes de détentions "de s'absenter du monde et des scories du moi. Peut-être pour se retrouver enfin".

### Religion
Le prisonnier se trouve être musulman. Des références au Coran apparaissent régulièrement dans le livre : "certes j'ai appris le Coran bien que mes ancêtres lointains je doive avoir hérité de croyance animistes auxquelles sans en pratiquer les rites je demeure obscurément attaché". La dédicace du livre, quant à elle, constitue un hommage à plusieurs amis musulmans de l'écrivain. Enfin, les figures de geôliers qui apparaissent dans le récit éprouvent de la haine envers l'Islam : "ils ont dit que j'avais écrit le nom d'Allah et que c'était de l'arabe". Pour survivre à la torture, le prisonnier anonyme s'appuie sur sa foi.

### Liberté
Le thème de la liberté est omniprésent dans Absent de Bagdad. En effet, le narrateur étant enfermé dans une cellule étroite, cela implique un questionnement sur la notion de liberté. Au cours du récit, le narrateur semble s'accommoder de sa détention, et ainsi développer une sorte de liberté nouvelle. Elle paraît pourtant bien contradictoire avec ses conditions de détention. Le prisonnier trouve donc une sorte de paix intérieur, grâce à un monologue intérieur dont est entièrement constitué le récit. Cette paix est notamment instaurée grâce à un retour à l'enfance du narrateur, il l'explique dans l'extrait suivant : " Et c'était aussi comme le privilège d'une enfance nouvelle qui m'était offert dans le monde de ténèbres où des hommes et des femmes exerçaient sur mon corps, mais ne réussissaient pas à infliger à mon esprit, les sévices de je ne sais quelle ancestrale malédiction - qui était la leur"
Cette enfance nouvelle lui permettrait de garder espoir malgré la situation dans laquelle il se trouve. Le narrateur décrit ce phénomène comme une "lumière humaine ou divine".

## Personnages

### Le prisonnier anonyme
Le narrateur de cette histoire est également le personnage principal, le héros, de ce texte. On ne connait pas son nom, cependant son surnom, Müslüm, est donné. Dans ce récit, il se retrouve prisonnier dans une cave où il reçoit un traitement déplorable. Il n'est que rarement nourri et quand il en a la chance, la nourriture servie est dégoutante. De plus, celui-ci reçoit  du liquide sur la figure qu'on lui dit être de l'eau, mais qui est en fait de l'urine. Le narrateur est enfermé, mais ne sait pas réellement les raisons de sa détention. À travers ce texte, il dénonce les conditions de détention déplorables d'un musulman. Une nostalgie de sa vie d'avant revient régulièrement avec son passé dans les montagnes, ses frères de religion, son vieux maître, lui lisant des pages de Bernanos, ou sa fiancée.

### La femme-sergent
Une femme détient le poste de sergent dans la prison. Elle a de fabuleuses mèches brunes. Le prisonnier anonyme rappelle ses origines sioux. Elle serait originaire des plaines du centre et du sud-est des États-Unis. Elle le fascine. Selon Marc Quaghebeur, cette figure d'Indienne "noue l'irrésistible besoin de beauté et la réalité de l'abjection". Le prisonnier se laisse envoûter par ses yeux verts. Il s'imagine voyager avec elle et visiter diverses contrées lointaines. Il a parfois l'impression d'y reconnaitre sa sœur : "cette femme si belle est ma sœur, mes yeux ne se sont pas trompés, ni les siens". Il la décrit ensuite comme une "putain". Ce changement d'attitude est motivé par la haine de la femme-sergent envers les musulmans. Les rédacteurs de Remue.net, dans une lecture d'Absent de Bagdad, rappellent d'ailleurs la ressemblance de ce personnage avec Lynndie England.

### Les gardes
Les gardes de cellules sont des personnages très violents qui collaborent avec la femme-sergent. Ils prennent un grand plaisir à frapper et à se moquer des prisonniers qu'ils enferment dans des cages sans lumière et les couvrent d'une cagoule. Ils montrent leur haine contre tout ce qui touche l'Islam. Ils pratiquent la terreur contre les musulmans au nom de la "démocratie". L'un d'eux est un Noir qui se prénomme "Jim". Le prisonnier anonyme rappelle ses origines lointaines, celles des esclaves d'Amérique.

### Le voisin de cellule
À la fin de la deuxième partie, un homme est incarcéré dans la même cellule que le prisonnier anonyme. Seule une grille les sépare. Ce nouveau personnage, figure d'apeuré, semble avoir une "tête de méduse". Il est décrit comme ayant "des yeux noirs s'enfonçant dans des chairs gélatineuses" et "un gros nez de goret". Le prisonnier anonyme le compare à "un animal poussif qui souffle en émettant de petits cris éraillés". La détention a sur lui des effets désastreux.

## Style d'écriture

### Monologue intérieur
Cette œuvre est un véritable monologue intérieur où le narrateur décrit ce qu'il ressent et  ce à quoi il pense. Cette approche projette véritablement le lecteur dans la tête du narrateur, ce qui lui permet de ressentir les mêmes sensations et émotions que lui. Le propos du narrateur n'est pas construit dans un ordre chronologique mais, au contraire, suit les pensées de celui-ci qui semble naviguer du désir à la religion en passant par la guerre. L'écrivain livre ici une simulation du cours d'une pensée qui n'est compréhensible en profondeur que par le penseur lui-même. Selon Marc Quaghebeur, ce monologue "a à voir avec une sorte d'exercice de lucidité effectué dans les pires circonstances." 

### Poésie plus qu'un roman
L'originalité du texte tient à son style d'écriture. D'après Isabelle Dotan, « Absent de Bagdad relève plutôt du poème ou même du "chant" ». Le texte « s'éloigne de l'écriture en prose que nous trouvons dans la plupart des romans. Il se distingue néanmoins de la poésie par sa forme organisée en paragraphe et son propos parfois dénué de toute représentation esthétique et basé sur l'observation crue de faits rationnels. À ce propos, Dotan évoque un "changement radical" qui "tient sans doute aux "circonstances" ».

### Ponctuation
Il n'y a ni réel début, ni fin, et une absence totale de ponctuation qui peut, au premier abord, dérouter le lecteur. C'est comme si le livre était constitué d'une seule phrase qui ne se terminait jamais. Cette absence de point rend la lecture beaucoup plus fluide qu'elle ne le serait dans un texte ponctué. En revanche, les virgules apportent plus de clarté de même que l'utilisation de paragraphes structurant le texte. En effet, en raison de ce déficit de ponctuation, il est facile de se perdre dans les lignes. Cette absence de ponctuation conventionnelle renforce également le sentiment de flottement et d'insécurité que le personnage principal subit et qui est retransmis au lecteur qui sens sa lecture embrumée par ce procédé. Le lecteur peut également ressentir un sentiment d'insécurité à cause de l'abandon des codes standards du roman, se rapprochant ainsi un tant soit peu de l’incertitude et de l'insécurité du prisonnier qui ne sait ni pourquoi ni jusqu'à quand il est détenu.